# Ghana na Letnich Igrzyskach Olimpijskich 1988
Ghanę na Letnich Igrzyskach Olimpijskich 1988 reprezentowało 16 zawodników: 10 mężczyzn i 6 kobiety. Był to 7. start reprezentacji Ghany na letnich igrzyskach olimpijskich.

## Skład kadry

### Boks
Mężczyźni
- Alfred Kotey – waga piórkowa – 5. miejsce
- Ike Quartey – waga lekkopółśrednia – 9. miejsce
- Alfred Ankamah – waga półśrednia – 17. miejsce
- Emmanuel Quaye – waga lekkośrednia – 32. miejsce

### Tenis stołowy
Kobiety
- Patricia Offel – 41. miejsce

### Lekkoatletyka
Mężczyźni
- John Myles-Mills

100 metrów – odpadł w półfinałach
200 metrów – odpadł w ćwierćfinałach
- Emmanuel Tuffour – 100 metrów – odpadł w ćwierćfinałach
- Eric Akogyiram, Salaam Gariba, John Myles-Mills, Emmanuel Tuffour, Nelson Boateng – 4 × 100 metrów – odpadli w półfinałach
- Francis DoDoo – trójskok – 17. miejsce

Kobiety
- Dinah Yankey

100 metrów – odpadła w ćwierćfinałach
100 metrów przez płotki – odpadła w eliminacjach
- Veronica Bawuah, Dinah Yankey, Mercy Addy, Martha Appiah – 4 × 100 metrów – odpadły w półfinałach
- Juliana Yendork – skok w dal – 27. miejsce